# World Championship Series StarCraft II 2019
Navigation
WCS StarCraft II 2018 ESL Pro Tour  2020/21
L'édition 2019 des StarCraft II World Championship Series est le circuit officiel de tournois esports pour StarCraft 2 pour l'année 2019. La finale mondiale a été remportée par le joueur professionnel sud-coréen Park "Dark" Ryung Woo,.

## Format

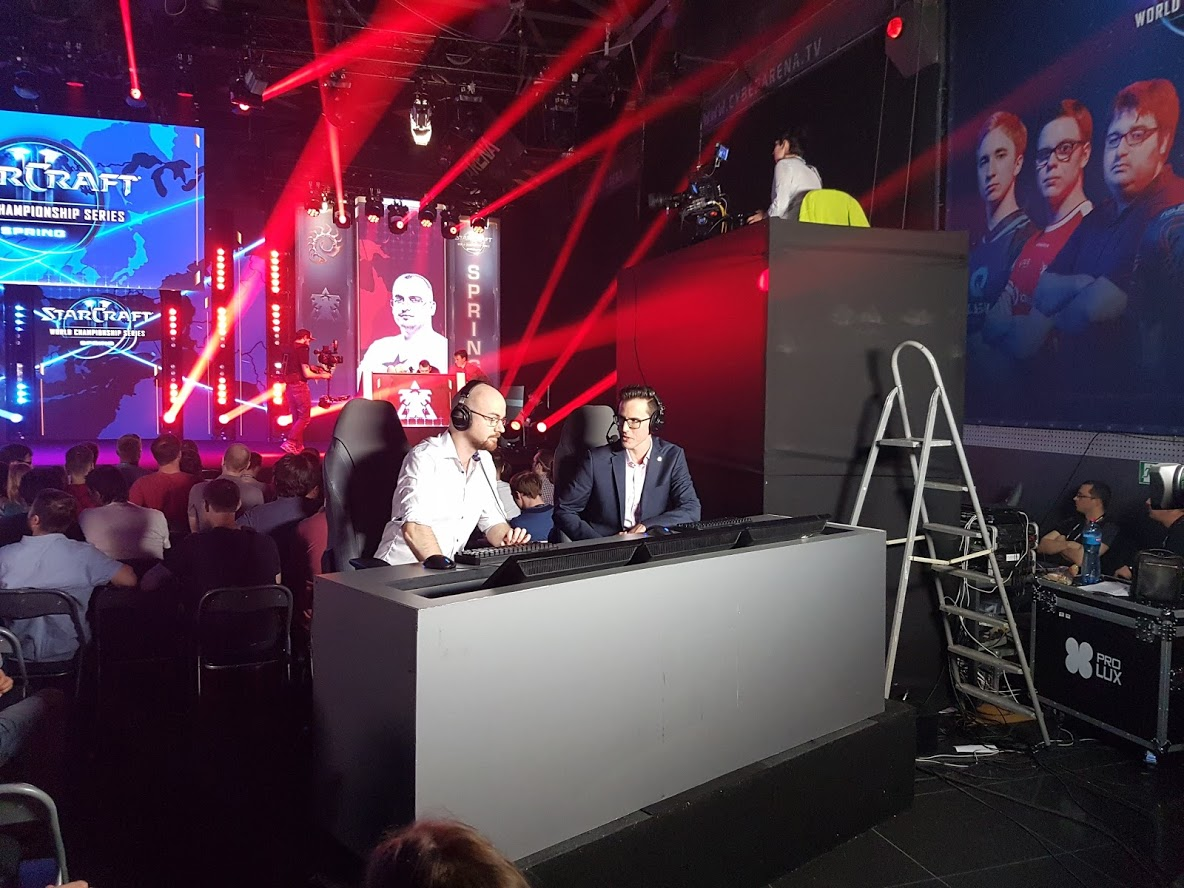
Benjamin "DeMusliM" Baker et Jared "PiG" Krensel au casting de l'événement WCS Spring

La World Championship Series StarCraft II 2019 était divisée en deux régions, WCS Corée et WCS Circuit.
Le format du premier est resté cohérent avec la norme établie en 2017, avec trois saisons du code S de longue date de la Global StarCraft II League (GSL) avec deux petits événements de super tournoi GSL entrecoupés.
Le WCS Winter, a été séparé en WCS Winter Europe et WCS Winter America, deux tournois plus petits avec une partie en ligne et une partie éliminatoire en personne. Au-delà de cela, le format est resté pratiquement inchangé avec trois grands événements du circuit WCS et les qualifications qui les accompagnent sous la marque WCS Challenger. Deux événements mondiaux partagés des World Championship Series mettaient en vedette des joueurs des deux régions avant la finale mondiale. Tous ces événements, à l'exception du deuxième événement WCS Global GSL vs. the World, ont attribué des points WCS Circuit et/ou WCS Corée qui ont déterminé le classement des finales mondiales.

## Finale mondiale
La finale mondiale des WCS ont eu lieu au Anaheim Convention Center à Anaheim, en Californie, dans le cadre de la BlizzCon 2019. Ils ont présenté une phase de groupes comme premier tour de jeu, disputée la semaine précédant l'événement principal, suivie d'un jeu entre groupes à partir des quarts de finale au centre des congrès lui-même,. Pour la toute première fois, l'événement s'est limité à l'un des deux jours pendant lesquels la convention s'est déroulée, tous les matchs des quarts de finale jusqu'à la finale se déroulant le vendredi 1er novembre.

### Répartition
Huit joueurs de chaque région WCS peuvent se qualifier pour l'événement en fonction de leurs classements WCS. Les gagnants des WCS Circuit stops, des événements GSL Code S et des IEM Katowice sont automatiquement qualifiés.
Les seize joueurs sont repartie en quatre groupes de quatre joueurs pour le premier tour en fonction de leur classement spécifique par région. Un tirage au sort est effectué pour le groupe des quarts de finale, avec des gagnants de chaque groupe par rapport aux deuxième place d'autres groupes.

### Résultats
La final du tournoi opposa Dark à Reynor.
|  | Quarts de finale (Bo5) | Quarts de finale (Bo5) | Quarts de finale (Bo5) | Quarts de finale (Bo5) |         |         | Demi-finales (Bo5) | Demi-finales (Bo5) | Demi-finales (Bo5) | Demi-finales (Bo5) |  |  | Finale (Bo7)  | Finale (Bo7)  | Finale (Bo7)  | Finale (Bo7)  |
|  |                        |                        |                        |                        |         |         |                    |                    |                    |                    |  |  |               |               |               |               |
|  | Date inconnue          | Date inconnue          | Date inconnue          | Date inconnue          |         |         | Date inconnue      | Date inconnue      | Date inconnue      | Date inconnue      |  |  | Date inconnue | Date inconnue | Date inconnue | Date inconnue |
|  | Date inconnue          | Date inconnue          | Date inconnue          | Date inconnue          |         |         | Date inconnue      | Date inconnue      | Date inconnue      | Date inconnue      |  |  | Date inconnue | Date inconnue | Date inconnue | Date inconnue |
|  | Serral                 | Serral                 | 3                      | 3                      |         |         | Date inconnue      | Date inconnue      | Date inconnue      | Date inconnue      |  |  | Date inconnue | Date inconnue | Date inconnue | Date inconnue |
|  | Serral                 | Serral                 | 3                      | 3                      |         |         | Date inconnue      | Date inconnue      | Date inconnue      | Date inconnue      |  |  | Date inconnue | Date inconnue | Date inconnue | Date inconnue |
|  | soO                    | soO                    | 0                      | 0                      |         |         | Date inconnue      | Date inconnue      | Date inconnue      | Date inconnue      |  |  | Date inconnue | Date inconnue | Date inconnue | Date inconnue |
|  | soO                    | soO                    | 0                      | 0                      | Serral  | Serral  | 2                  | 2                  |                    |                    |  |  | Date inconnue | Date inconnue | Date inconnue | Date inconnue |
|  | Date inconnue          |                        |                        |                        | Serral  | Serral  | 2                  | 2                  |                    |                    |  |  | Date inconnue | Date inconnue | Date inconnue | Date inconnue |
|  |                        |                        | Reynor                 | Reynor                 | 3       | 3       |                    |                    |                    |                    |  |  | Date inconnue | Date inconnue | Date inconnue | Date inconnue |
|  | Reynor                 | Reynor                 | Reynor                 | Reynor                 | 3       | 3       | 3                  | 3                  |                    |                    |  |  | Date inconnue | Date inconnue | Date inconnue | Date inconnue |
|  | Reynor                 | Reynor                 | Date inconnue          |                        |         |         | 3                  | 3                  |                    |                    |  |  | Date inconnue | Date inconnue | Date inconnue | Date inconnue |
|  | Trap                   | Trap                   | 2                      | 2                      |         |         |                    |                    |                    |                    |  |  | Date inconnue | Date inconnue | Date inconnue | Date inconnue |
|  | Trap                   | Trap                   | 2                      | 2                      | Reynor  | Reynor  | 1                  | 1                  |                    |                    |  |  |               |               |               |               |
|  | Date inconnue          |                        |                        |                        | Reynor  | Reynor  | 1                  | 1                  |                    |                    |  |  |               |               |               |               |
|  |                        |                        | Dark                   | Dark                   | 4       | 4       |                    |                    |                    |                    |  |  |               |               |               |               |
|  | Rogue                  | Rogue                  | Dark                   | Dark                   | 4       | 4       | 2                  | 2                  |                    |                    |  |  |               |               |               |               |
|  | Rogue                  | Rogue                  |                        |                        |         |         |                    |                    |                    |                    |  |  |               |               |               |               |
|  | Classic                | Classic                | 3                      | 3                      |         |         |                    |                    |                    |                    |  |  |               |               |               |               |
|  | Classic                | Classic                | 3                      | 3                      | Classic | Classic | 0                  | 0                  |                    |                    |  |  |               |               |               |               |
|  | Date inconnue          |                        |                        |                        | Classic | Classic | 0                  | 0                  |                    |                    |  |  |               |               |               |               |
|  |                        |                        | Dark                   | Dark                   | 3       | 3       |                    |                    |                    |                    |  |  |               |               |               |               |
|  | Dark                   | Dark                   | Dark                   | Dark                   | 3       | 3       | 3                  | 3                  |                    |                    |  |  |               |               |               |               |
|  | Dark                   | Dark                   |                        |                        |         |         |                    | 3                  |                    |                    |  |  |               |               |               |               |
|  | Maru                   | Maru                   | 0                      | 0                      |         |         |                    |                    |                    |                    |  |  |               |               |               |               |
|  | Maru                   | Maru                   | 0                      | 0                      |         |         |                    |                    |                    |                    |  |  |               |               |               |               |
|  |                        |                        |                        |                        |         |         |                    |                    |                    |                    |  |  |               |               |               |               |